# Резонанс Гельмгольца

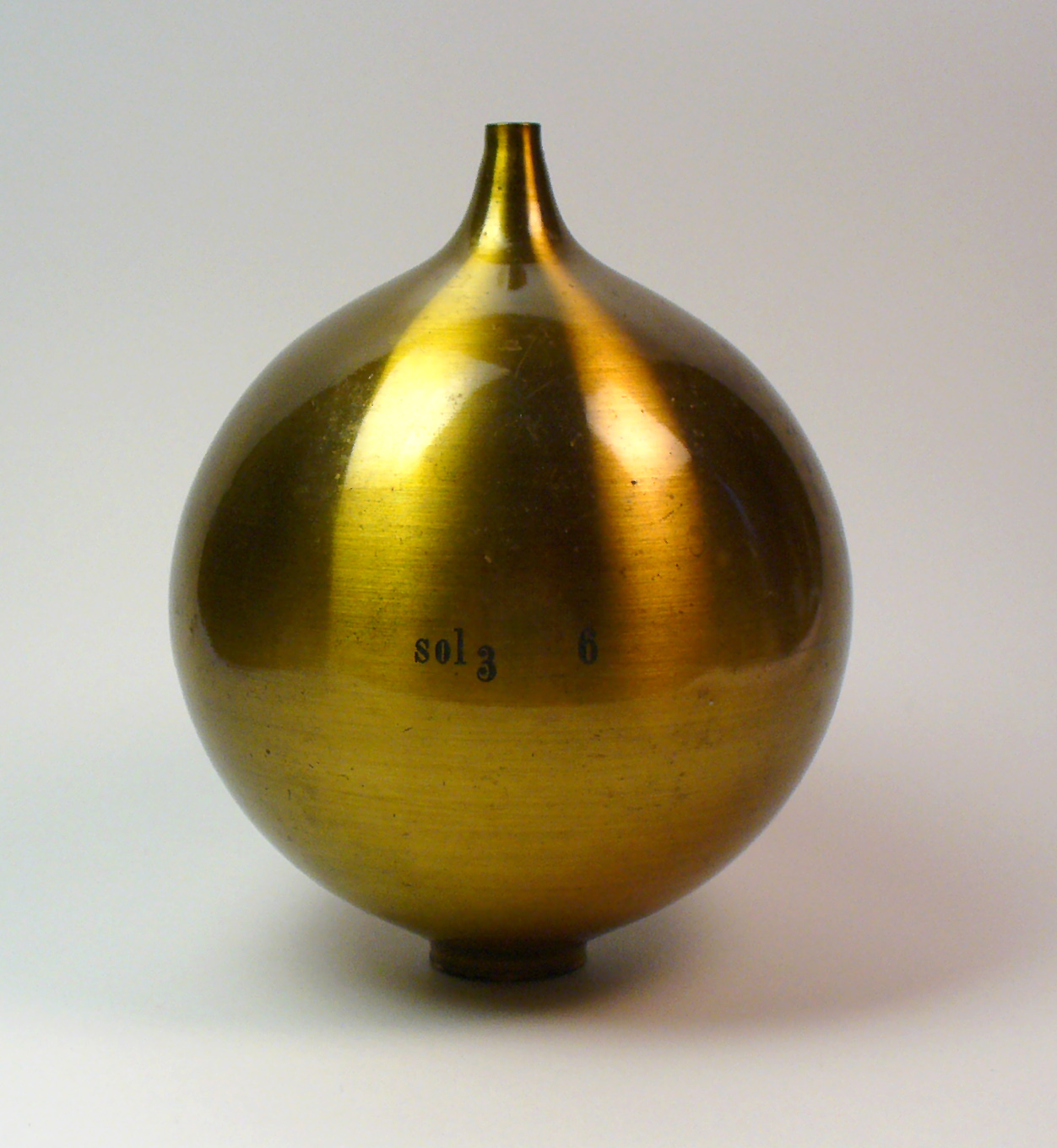
Медный сферический Резонатор Гельмгольца, созданный на основе изначального дизайна около 1890—1900 годов

Резонанс Гельмгольца — явление резонанса воздуха в полости, примером которого является гудение пустой бутылки от потока воздуха направленного внутрь горлышка нормально к поверхности края. Резонатор Гельмгольца — медный сосуд сферической формы с открытой горловиной, изобретённый Гельмгольцем около 1850 года для анализа акустических сигналов, на основе наблюдаемых в нём явлений Гельмгольцем и Рэлеем разработана количественная теория резонанса данного типа.

## Качественное объяснение
Для описания процесса колебаний в резонаторе Гельмгольца хорошо подходит акустико-механическая аналогия, описывающая колеблющийся под действием возмущений газ в горле резонатора сосредоточенной массой и сопротивлением (демпфером), а деформируемый в объёме резонатора газ сосредоточенной упругостью. Совокупность массы, сопротивления и упругости образует классический механический колебательный контур типа "груз на пружинке", обладающий резонансной (собственной) частотой колебаний. Резонансная частота колебаний резонатора Гельмгольца главным образом зависит от размера и формы горла и объёма полости. Как и в любом другом колебательном контуре, колебания в резонаторе Гельмгольца могут проявляться в виде автоколебаний или вынужденных колебаний. Пример автоколебаний — гудение пустой бутылки от потока воздуха, направленного перпендикулярно её горлышку. Вынужденные колебания — та же бутылка, но без потока и с приходящими к ней извне акустическими возмущениями.

## Количественное объяснение

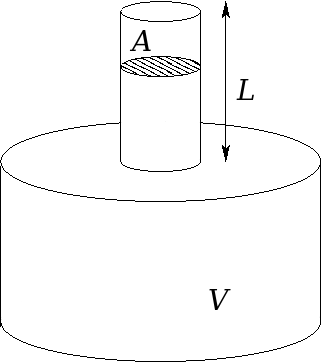
Модель резонатора Гельмгольца

Может быть показано что собственная угловая частота колебаний равна
{\displaystyle \omega _{\text{H}}={\sqrt {\gamma {\frac {A^{2}}{m}}{\frac {P_{0}}{V_{0}}}}},}
где {\displaystyle \gamma } — показатель адиабаты, значение которого обычно равно 1,4 для воздуха и двуатомных газов; {\displaystyle A} — площадь сечения горлышка; {\displaystyle m} — масса воздуха в горлышке; {\displaystyle P_{0}} — статическое давление в полости; {\displaystyle V_{0}} — статический объём полости.
Для цилиндрических горлышек
{\displaystyle A={\frac {V_{n}}{L}},}
где: {\displaystyle L} — длина горлышка, {\displaystyle V_{n}} — объём воздуха в горлышке, поэтому
{\displaystyle \omega _{\text{H}}={\sqrt {\gamma {\frac {A}{m}}{\frac {V_{n}}{L}}{\frac {P_{0}}{V_{0}}}}}.}
По определению плотности:
{\displaystyle {\frac {V_{n}}{m}}={\frac {1}{\rho }},}
поэтому
{\displaystyle \omega _{\text{H}}={\sqrt {\gamma {\frac {P_{0}}{\rho }}{\frac {A}{V_{0}L}}}},}
и
{\displaystyle f_{\text{H}}={\frac {\omega _{H}}{2\pi }},}
где {\displaystyle f_{H}} — резонансная частота.
Скорость звука в газах равна
{\displaystyle v={\sqrt {\gamma {\frac {P_{0}}{\rho }}}},}
поэтому можно выразить резонансную частоту через неё:
{\displaystyle f_{\text{H}}={\frac {v}{2\pi }}{\sqrt {\frac {A}{V_{0}L}}}.}
Длина горлышка появляется в знаменателе потому, что инерция воздуха в горлышке пропорциональна массе воздуха в горлышке, а значит, и длине. Объём появляется в знаменателе потому, что коэффициент сжимаемости воздуха в полости обратно пропорционален объёму. Площадь сечения горлышка влияет двояко — чем больше площадь, тем больше масса воздуха в горлышке, и тем меньше скорость, с которой воздух устремляется внутрь и вовне.
Эта формула имеет границы применимости, зависящие от формы горлышка и толщины стенок резонатора. Исходя из примерно такой же физической модели можно получить более точную формулу. Кроме этого, если скорость потока рядом с резонатором высока (более 0,3 числа Маха), необходимо вводить дополнительные поправки.

## Применение
Резонанс Гельмгольца применяется в двигателях внутреннего сгорания и в акустических системах.
Системы впрыска топлива, называемые системами Гельмгольца, использовались в двигателях Chrysler V10, которыми комплектовались автомобили Dodge Viper и пикапы Ram, а также в мотоциклах Buell.
В струнных инструментах с полой декой, таких, как гитара или скрипка, один из пиков кривой резонанса — это резонанс Гельмгольца (остальные — это резонансные частоты деревянных частей инструмента). Окарина — резонатор с изменяемым сечением горлышка. Западноафриканский барабан джембе имеет относительно узкое горлышко, что придаёт ему глубокий басовый тон. Джаг — классический резонатор Гельмгольца.
Теория резонанса Гельмгольца используется при проектировании выхлопных труб автомобилей и мотоциклов, с целью сделать звук двигателя более тихим или более красивым (благородным).